# HMS Glowworm (H92)
Pour les autres navires du même nom, voir HMS Glowworm.
Le HMS Glowworm (H92) est un destroyer de classe G construit pour la Royal Navy au milieu des années 1930, et coulé le 8 avril 1940 pendant la campagne de Norvège.
Pendant la guerre civile espagnole, le navire a passé une partie de 1936 et 1937 dans les eaux espagnoles, pour faire respecter le blocus des armes imposé par la Grande-Bretagne et la France aux deux parties du conflit. Peu après le début de la Seconde Guerre mondiale, le Glowworm est transféré de la Mediterranean Fleet (flotte méditerranéenne) vers les îles britanniques pour escorter les navires dans les eaux locales. En mars 1940, il a été transféré à la Home Fleet, juste à temps pour participer aux premières étapes de la campagne de Norvège. Le 8 avril 1940, le Glowworm, faisant partie de l'escorte du Renown, rencontre des destroyers allemands transportant des troupes pour envahir la Norvège dans le cadre de l'opération Weserübung. Les destroyers allemands ont tenté de se désengager tout en appelant à l'aide le croiseur lourd Admiral Hipper. Les tirs du croiseur ravagent le Glowworm qui ne peut s'enfuir et son capitaine Gerard Broadmead Roope décide de s'approcher pour torpiller le navire allemand. Ses torpilles loupent la cible et, dans le chaos de la bataille, il finit par l'éperonner. Le destroyer a la proue brisée et, en feu, explose et coule quelques minutes plus tard avec 109 hommes de son équipage. L'Admiral Hipper subit des dégâts minimes, perd un homme tombé à la mer dans la collision, et recueille 40 marins britanniques.

## Description
Le Glowworm déplaçait 1 350 tonnes longues (1 370 tonnes (t)) à charge normale et 1 883 tonnes longues (1 913 t) à charge pleine. Il avait une longueur hors-tout de 98,5 m, une largeur de 10,1 m et un tirant d'eau de 3,8 m. Il était propulsé par deux turbines à vapeur à engrenages Parsons, entraînant deux arbres, qui développaient une puissance totale de 34 000 chevaux-vapeur (25 000 kW) et donnaient une vitesse maximale de 36 nœuds (67 km/h). La vapeur pour les turbines était fournie par trois chaudières à trois tambours Admiralty. Le Glowworm transportait un maximum de 470 tonnes longues (480 t) de fuel, ce qui lui donnait une autonomie de 5 530 milles nautiques (10 240 km) à 15 nœuds (28 km/h). Son effectif était de 137 officiers et hommes en temps de paix, mais il était porté à 146 en temps de guerre.
Le navire était équipé de quatre canons Mark IX de 4,7 pouces (120 mm) de calibre 45  montés sur des supports simples. Pour la défense anti-aérienne (AA), le Glowworm avait deux supports quadruples Mark I pour la mitrailleuse Vickers Mark III de 0,5 pouce. Il était équipé de deux supports quadruples de tubes lance-torpilles au-dessus de l'eau pour des torpilles de 21 pouces (533 mm). Un rail de grenades sous-marines et deux lanceurs étaient installés ; 20 grenades sous-marines étaient initialement transportées, mais ce nombre a été porté à 35 peu après le début de la guerre.

## Historique

### Début de carrière

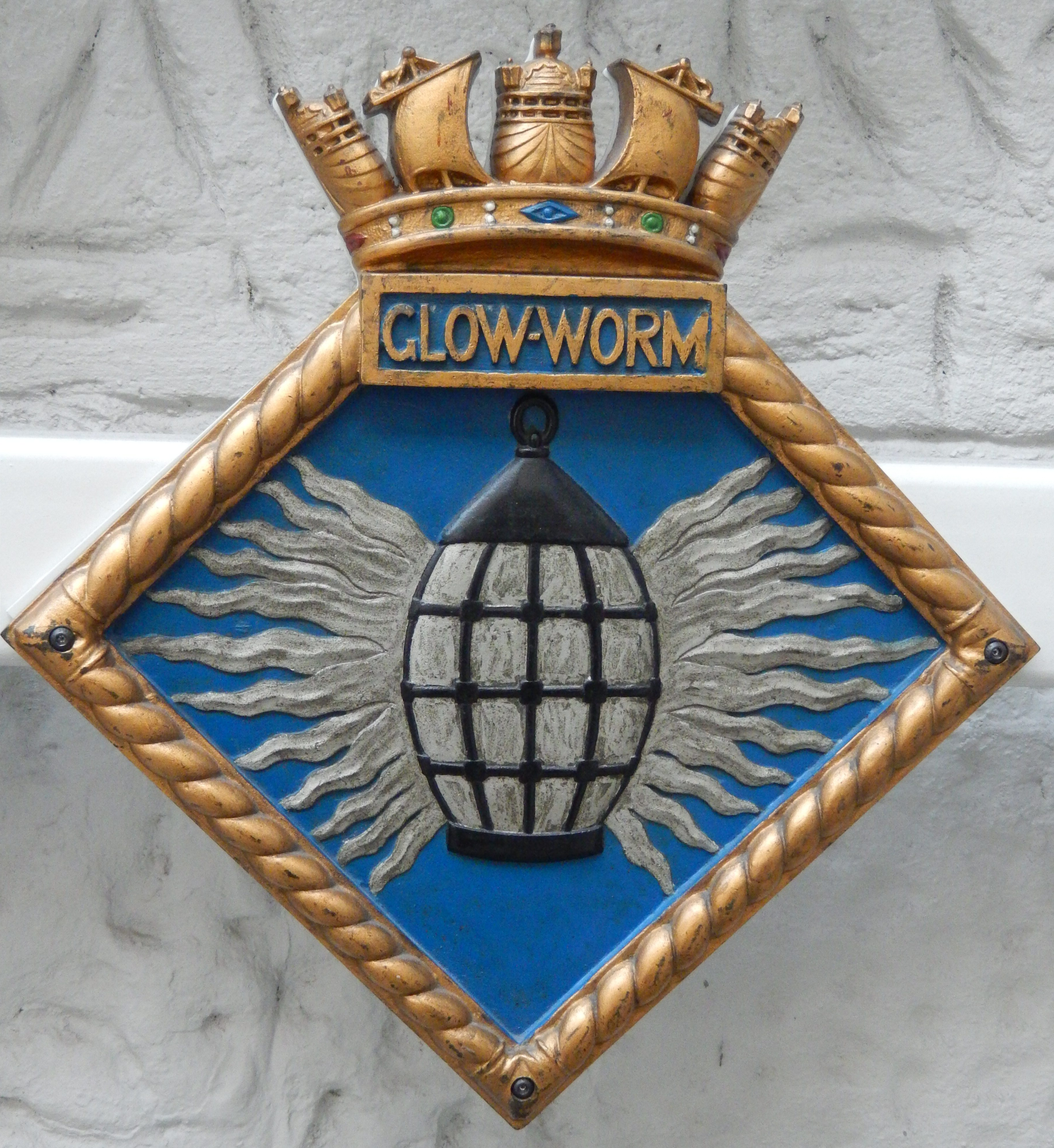
Insigne du HMS Glowworm

Le Glowworm est commandé aux chantiers de John I. Thornycroft & Company, à Woolston, dans le Hampshire, le 5 mars 1934 dans le cadre du programme de construction de 1933. La pose de la quille a été réalisée le 15 août 1934 et le navire est lancé le 22 juillet 1935. Il a été achevé le 22 janvier 1936 pour un coût total de 248 785 livres setrling (£), sans compter les équipements fournis par le gouvernement comme l'armement. Dès sa mise en service, il a été affecté à la 1re flottille de destroyers de la Mediterranean Fleet (flotte méditerranéenne). Le Glowworm a patrouillé dans les eaux espagnoles pendant la guerre civile espagnole pour faire respecter les édits du Comité de Non-Intervention jusqu'à ce qu'il subisse un carénage à Portsmouth entre le 27 mai et le 8 juin 1937. Le navire retourne à la 1re flottille de destroyers en Méditerranée après son bref carénage. Le Glowworm retourne à Portsmouth pour une révision plus longue entre le 7 juin et le 25 juillet 1938 et escorte le paquebot SS Strathnaver entre Malte et Alexandrie pendant la crise de Munich en septembre 1938. Il escorte ensuite le croiseur léger Arethusa lors de son voyage vers Aden plus tard dans le mois. Lors d'exercices nocturnes le 16 mai 1939, le Glowworm entre en collision avec son navire-jumeau (sister ship), le Grenade, et est obligé de faire escale à Alexandrie pour des réparations temporaires. Il a reçu des réparations permanentes à Malte entre le 23 mai et le 24 juin.
Le Glowworm était à Alexandrie lorsque la Seconde Guerre mondiale a commencé en septembre 1939. En octobre, la flottille a été transférée au Western Approaches Command et le Glowworm a navigué vers le Royaume-Uni le 19 octobre avec ses navires-jumeaux Gallant, Grafton, et Greyhound. Ils sont arrivés à Plymouth le 22 octobre et ont été déployés dans les South Western Approaches. Le Glowworm effectue des escortes de convois et des patrouilles anti-sous-marines jusqu'au 12 novembre, date à laquelle il est transféré à la 22e flottille de destroyers, basée à Harwich, pour des patrouilles et des escortes en Mer du Nord. Le 22 février 1940, il est touché par le navire suédois Rex dans le brouillard alors qu'il est à l'ancre au large de Outer Dowsing. Le Glowworm a subi des dommages structurels importants et a été réparé dans un chantier naval commercial à Hull jusqu'à la fin mars. Une fois les réparations terminées, il est transféré à la 1re flottille de destroyers de la Home Fleet, rejoignant la flottille à sa base de Scapa Flow le 20 mars.
Le 5 avril, le Glowworm fait partie de l'escorte du croiseur de bataille Renown, avec ses navires-jumeaux Greyhound, Hero, et Hyperion. Les navires couvraient l'opération de pose de mines dans les eaux norvégiennes, l'opération Wilfred. Le 7 avril, le Glowworm a été détaché de la force opérationnelle pour rechercher un homme perdu par-dessus bord.

### Bataille finale

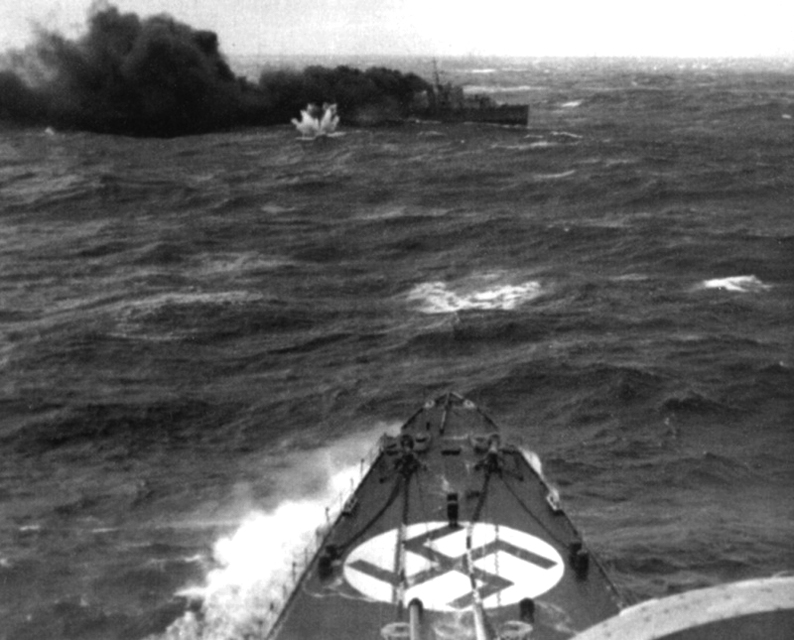
Une photographie de Glowworm prise par lAdmiral Hipper, le 8 avril 1940. Le Glowworm fait de la fumée.

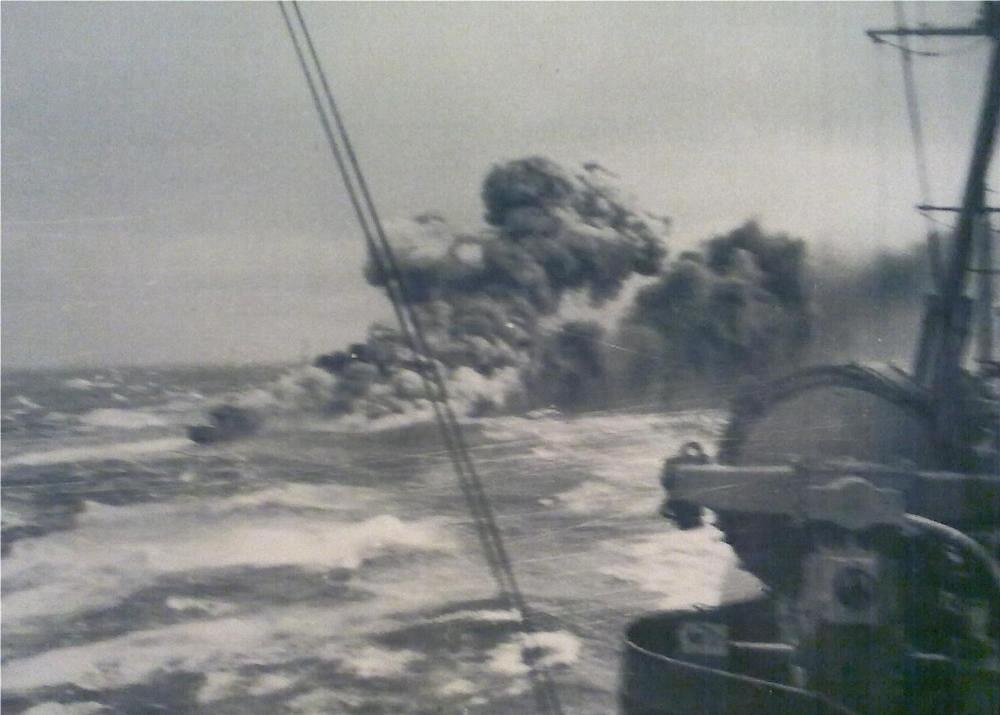
Le Glowworm en feu.

Le matin du 8 avril 1940, le Glowworm était en route pour rejoindre le Renown lorsqu'il a rencontré les destroyers allemands Z 11 Bernd von Arnim et Z 18 Hans Lüdemann dans un épais brouillard avant 8h00. Les destroyers faisaient partie d'un détachement naval allemand, dirigé par le croiseur lourd Admiral Hipper, en route pour débarquer des troupes à Trondheim dans le cadre de l'invasion allemande de la Norvège (Opération Weserübung). Le Glowworm a ouvert le feu et les destroyers allemands ont tenté de se désengager, en faisant signe de demander de l'aide. Le Admiral Hipper a rapidement répondu à cette demande en repérant le Glowworm à 9h50. Le Hipper a d'abord eu du mal à distinguer le Glowworm du von Arnim, mais il a ouvert le feu huit minutes plus tard à une distance de 8 400 mètres avec ses canons principaux de 203 millimètres. Le Glowworm a été touché par la quatrième salve du Hipper et a commencé à produire de la fumée. Il a tourné dans sa propre fumée pour tenter de rompre le contact visuel avec le Hipper, mais les canons dirigés par radar du croiseur n'ont pas été affectés par la fumée. Lorsque le destroyer est sorti de sa fumée, la distance était maintenant suffisamment courte pour que les canons de 105 millimètres du croiseur puissent tirer. La salle des radios, la passerelle et le canon avant de 4,7 pouces du Glowworm ont tous été détruits, et il a reçu des coups supplémentaires dans la salle des machines, la cabine de jour du capitaine et enfin le mât. En s'écrasant, ce dernier a provoqué un court-circuit du câblage et la sirène du navire a commencé à émettre un cri de banshee.

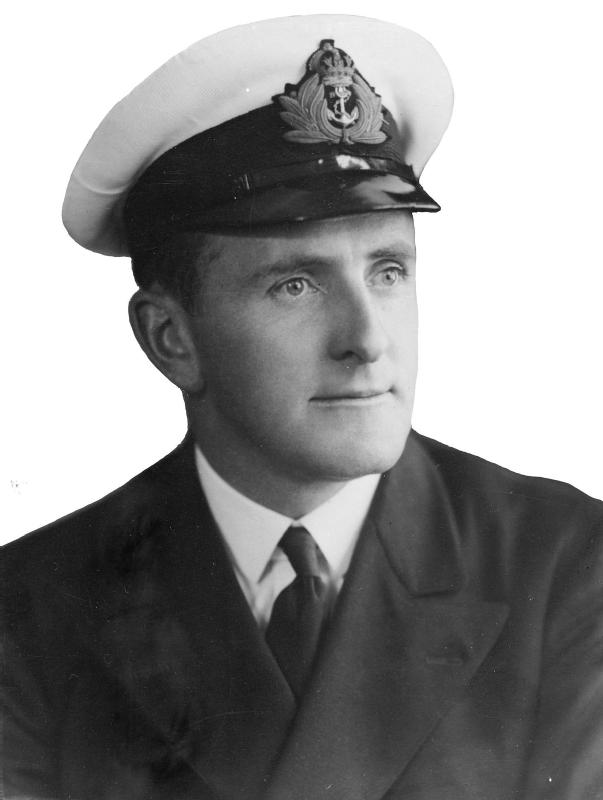
Le capitaine de corvette Gerard Broadmead Roope, décoré de la Victoria Cross à titre posthume.

À 10 h 10, le capitaine de corvette Gerard Broadmead Roope a tiré cinq torpilles d'une seule salve à une distance de 800 mètres. Toutes ont manqué leur cible parce que pendant toute la bataille le capitaine Hellmuth Heye du Hipper prenait soin de pointer son étrave et non un flanc vers le Glowworm afin de minimiser les risques de torpillage. Le destroyer s'est replié à travers son écran de fumée pour gagner du temps afin de faire fonctionner son deuxième affût de torpilles, mais Heye a suivi le Glowworm à travers la fumée pour l'achever avant qu'il ne puisse tirer le reste de ses torpilles. Les deux navires étaient très proches lorsque le Hipper est sorti de la fumée et Roope a ordonné un virage serré à tribord pour éperonner le croiseur. Le Hipper a tardé à répondre à sa barre et le Glowworm a heurté le croiseur juste derrière l'ancre. La collision a brisé la proue du Glowworm et le reste du navire a raclé le côté du Hipper, creusant plusieurs trous dans la coque de ce dernier et détruisant son support de torpilles avant tribord. Un marin allemand a été projeté par-dessus bord lors de la collision. Le Hipper a pris environ 500 tonnes d'eau avant que les fuites puissent être isolées, mais n'a pas été sérieusement endommagé. Le Glowworm était en feu lorsqu'il s'est dégagé et ses chaudières ont explosé à 10h24, emportant 109 membres de son équipage.
Le Amiral Hipper s'est approché afin de sauver son homme à la mer et les survivants du Glowworm. Le marin allemand n'a pas été retrouvé, mais 40 marins britanniques ont été récupérés, bien qu'au moins six d'entre eux soient morts plus tard de leurs blessures. Le lieutenant Ramsay, l'officier supérieur survivant, a déclaré à ses sauveteurs que ni la barre ni le gouvernail de secours n'étaient actionnés lorsque les navires sont entrés en collision. Les comptes rendus allemands ne mentionnent que quatre torpilles tirées par le Glowworm, mais les comptes rendus britanniques affirment que les dix torpilles ont été tirées. Ceci a été confirmé par des preuves photographiques prises après la collision montrant tous ses tubes lance-torpilles vides.
Roope, qui s'est noyé lorsqu'il n'a plus pu s'accrocher à une corde alors qu'il était tiré sur le flanc du croiseur, a été décoré à titre posthume de la Victoria Cross (VC), devenant ainsi le premier récipiendaire de la VC de la Seconde Guerre mondiale. La décoration a été justifiée, en partie, par la recommandation de Heye, qui a écrit aux autorités britanniques par l'intermédiaire de la Croix-Rouge, faisant état du courage vaillant dont Roope avait fait preuve en engageant un combat rapproché avec un navire bien supérieur. Ramsay a également reçu la Distinguished Service Order (DSO). Les deux récompenses ont été décernées après la fin de la guerre,.

### Source
- (en) Cet article est partiellement ou en totalité issu de l’article de Wikipédia en anglais intitulé « HMS Glowworm (H92) » (voir la liste des auteurs).